# Xã Bucephalia, Quận Foster, Bắc Dakota
Xã Bucephalia (tiếng Anh: Bucephalia Township) là một xã thuộc quận Foster, tiểu bang Bắc Dakota, Hoa Kỳ. Năm 2010, dân số của xã này là 43 người.